# Tony Hawk’s Skateboarding
Tony Hawk’s Skateboarding (Originaltitel Tony Hawk's Pro Skater) ist ein Skateboard-Computerspiel, das von Neversoft entwickelt und am 31. August 1999 von Activision für PlayStation veröffentlicht wurde. Es ist der erste Teil der Tony-Hawk’s-Serie. Am 23. März 2000 erschien eine Portierung für den Nintendo 64 und am 30. März eine Version für GameBoy Color. Am 30. Juni 2000 erschien eine Fassung für Dreamcast und am 13. Oktober 2003 erschien es für den N-Gage.
Mit Tony Hawk’s Pro Skater 1 + 2 erschien am 4. September 2020 ein Computerspiel-Remake, das mit dem Folgetitel Tony Hawk’s Pro Skater 2 gebündelt veröffentlicht wurde.

## Spielprinzip
Der Spieler steuert einen Skateboarder aus der Third-Person-Perspektive, wobei die Kamera fixiert ist. Für ausgeführte Tricks und Kombinationen erhält er Punkte. Zudem können im Karrieremodus Objekte durch Hindurchfahren eingesammelt werden. Das Spiel ist mit 2 Minuten pro Lauf zeitlich limitiert. Es müssen jedoch nicht alle Gegenstände auf einmal eingesammelt werden.

## Rezeption
Die Steuerung sei sowohl präzise als auch eingängig. Die zahlreichen Spielmodi und Verstecke sorgen für langfristige Unterhaltung. Es sei die bislang beste Skateboardsimulation. Die Fähigkeiten des Nintendo 64 werden von der Portierung gut ausgenutzt, auch wenn die Originalfassung auf der PlayStation flüssiger laufe.
Der Verband der Unterhaltungssoftware Deutschland verlieh seinen Gold-Award für 100.000 verkaufte Einheiten der PlayStation Fassung im deutschsprachigen Raum.

### Auszeichnungen
- British Academy Games Awards 2004: bestes Mobile Game[7]